# 1679 год в науке
В 1679 году произошли различные научные и технологические события, некоторые из которых представлены ниже.

## События
- Май — Английский парламент принял «Habeas Corpus Act», ставший на несколько веков основой защиты прав личности в Великобритании и США[1].

## Публикации
- Французский физик Эдм Мариотт начал публикация своих «Эссе по физике» (Essays de physique) с двух статей:
  - De la végétation des plantes, обсуждение физиологии растений;
  - De la nature de l'air, его версия Закона Бойля — Мариотта.
- Французский астроном Жан Пикар (Парижская обсерватория) опубликовал первый национальный альманах эфемерид: «Connaissance des Temps».

## Родились
См. также: Категория:Родившиеся в 1679 году
- 2 января — Пьер Фошар, «отец современной стоматологии» (умер в 1761 году).
- 24 января — Христиан фон Вольф (умер в 1754 году), немецкий философ и математик, учитель М. В. Ломоносова.

## Скончались
См. также: Категория:Умершие в 1679 году
- 14 января — Жак де Билли (род. в 1602 году), французский математик.
- 4 декабря — Томас Гоббс, (род. в 1588 году), английский философ, один из основателей теории «общественного договора» и теории государственного суверенитета. Известен идеями, получившими распространение в таких дисциплинах, как этика, теология, физика, геометрия и история[2].
- 31 декабря — Джованни Альфонсо Борелли (род. в 1608 году), итальянский учёный-универсал.